# James Coburn
James Harrison Coburn, Jr. (født 31. august 1928, død 18. november 2002) var en amerikansk film- og tv-skuespiller. Coburn vandt bl.a. en Oscar for bedste mandlige birolle for sin rolle som Glen Whitehouse i Den jagede (org. titel: Affliction) fra 1997 og fik i 1994 en stjerne på Hollywood Walk of Fame.

## Filmografi i udvalg
- Syv mænd sejrer (1960)
- Our man Flint (1966)
- Duck, You Sucker! (1971)
- Pat Garrett and Billy The Kidd (1973)
- Cross of Iron (1977)
- Young Guns II (1990)
- Hudson Hawk (1991)
- Halløj i klosteret 2 (1993)
- Maverick (1994)
- Eraser (1996)
- The Nutty Professor (1996)
- Den jagede (1997)
- Payback (1999)
- Monsters, Inc. (2001)